# Marietto (acteur)
Carlo Angeletti, né à Rome le 18 décembre 1950, dit Marietto, est un enfant acteur italien, actif entre 1958 et 1964.

## Biographie
Carlo Angeletti est né à Rome en 1950. Considéré comme le Pablito Calvo italien, grâce à sa connaissance de la langue anglaise, il a été l'un des rares enfants acteurs du cinéma italien à avoir été impliqué dans des productions cinématographiques internationales.
Il fait ses débuts à l'âge de sept ans en 1958 en tant que protagoniste dans La Danseuse et le Bon Dieu, réalisé par Antonio Leonviola aux côtés de Vittorio De Sica. C'est à cette occasion qu'il a pris le nom de scène de « Marietto », du nom du personnage qu'il a joué dans ce film.
Le succès international lui vient pour son rôle dans le film C'est Arrivé à Naples (réalisé par Melville Shavelson, 1960), aux côtés de Sophia Loren, Clark Gable et Vittorio De Sica.
Il fut actif jusqu'à ses 14 ans en 1964. Il joua dans certains films allemands jamais distribués en Italie et dans plusieurs productions internationales, à noter notamment pour Easter Lunch (1962) de Melville Shavelson avec Charlton Heston, et Jusqu'au bout du monde (1963) de François Villiers. Il fit sa dernière apparition dans Et vint le jour de la vengeance (1964) de Fred Zinnemann aux côtés de Gregory Peck, Anthony Quinn et Omar Sharif.
Après avoir abandonné sa carrière d'acteur, il fut diplômé en médecine et chirurgie de l'Université de Rome « La Sapienza » en 1974, avant de devenir gynécologue.

## Filmographie
- 1958 : La Danseuse et le Bon Dieu d'Antonio Leonviola
- 1958 : Kleine Leute mal ganz groß de Herbert B. Fredersdorf
- 1959 : Les Cent kilomètres de Giulio Petroni
- 1960 : C'est arrivé à Naples de Melville Shavelson
- 1961 : Adieu, Lebewohl, Goodbye de Paul Martin
- 1961 : Blond muß man sein auf Capri de Wolfgang Schleif
- 1961 : Le Géant de Métropolis de Umberto Scarpelli
- 1962 : Le Pigeon qui sauva Rome de Melville Shavelson
- 1962 : L'Esclave du pharaon de Irving Rapper et Luciano Ricci
- 1963 : Jusqu'au bout du monde de François Villiers
- 1964 : Le Coq du village d'Alessandro Blasetti
- 1964 : Et vint le jour de la vengeance de Fred Zinnemann